# Калпо, Оливия
Оливия Фрэнсис Калпо (англ. Olivia Francis Culpo, род. 8 мая 1992) — американская модель и актриса, победительница конкурсов Мисс США 2012 и Мисс Вселенная 2012.

## Биография
Оливия родилась 8 мая 1992 года в Кранстоне (Род-Айленд) в семье Сьюзан и Петера Калпо. Её отец — итальянского происхождения, а у матери итальянские и ирландские корни. Оба родителя — профессиональные музыканты. Кроме неё в семье Калпо ещё четверо детей. В 2010 году окончила католическую школу для девочек «St. Mary Academy — Bay View» в Род-Айленде.
Со второго класса Оливия начала учиться игре на виолончели. Играла в разных оркестрах, включая Бостонский симфонический оркестр, в Карнеги-Холле, Нью-Йоркском оркестре, а в 2010 году ездила в турне по Англии. До недавнего времени Оливия выступала с Boston Accompanietta. «Мисс Вселенная-2012» также училась вокалу. На время конкурса Оливия была студенткой 2-го курса Бостонского университета. Она владеет не только родным языком, но и итальянским. Её любовь к этому языку позволила ей принять участие в двух зарубежных языковых программах в Милане (Италия).

## Участие в конкурсах

### Мисс Род-Айленд США 2012
18 сентября 2011 года Калпо победила в конкурсе Мисс Род-Айленд США 2012.

### Мисс США 2012
3 июня 2012 года Оливия представляла штат Род-Айленд на конкурсе Мисс США 2012 в Лас-Вегасе, Невада, и в итоге победила.
На конкурсе «Мисс США» после скандала с Дженной Талаковой Оливия высказалась в защиту транссексуалов. На вопрос, как она отнесётся к тому, что в конкурсах красоты можно будет участвовать мужчинам, сменившим пол, Оливия ответила, что, несмотря на возможное недовольство со стороны своих соотечественников, и на то, что посчитала бы такую победу несправедливой, она сама приняла бы такое же решение, как и жюри. По её мнению, в настоящее время многим приходится прибегать к радикальным процедурам, чтобы улучшить свою жизнь. «Я верю, что это свободная страна», — добавила Оливия.

### Мисс Вселенная 2012
Оливия Калпо выиграла титул Мисс Вселенная 2012, который прошёл 19 декабря 2012 года в Лас-Вегасе. Для американок это стало восьмой победой в истории конкурса и первой с 1997 года. Короновала победительницу «Мисс Вселенная-2011» Лейла Лопес из Анголы.
Оливия передала свой титул Мисс Вселенная венесуэлке Марии Габриэле Ислер. Конкурс прошёл 9 ноября 2013 года в Москве.

## Переименование улицы в Род-Айленде
Имя Оливии — победительницы Мисс США 2012, которая представляла штат Род-Айленд, и Мисс Вселенная 2012 было увековечено на одной из улиц Кранстона. Городской совет одобрил резолюцию, назвав именем победительницы конкурса красоты часть Альберт-авеню «Путь Оливии Калпо» (Olivia Culpo Way).

## Личная жизнь
С июня 2013 по июнь 2015 года встречалась с музыкантом Ником Джонасом. После расставания с Джонасом Калпо ненадолго встречалась с квотербеком НФЛ Тимом Тибоу. Согласно E! News, пара начала встречаться где-то в сентябре 2015 года к ноябрю того же года Калпо и тогдашний ресивер «Нью-Ингленд Пэтриотс» Дэнни Амендола впервые феврале 2016 года. К марту 2018 года Калпо подтвердила, что пара рассталась и их отношения закончились навсегда к апрелю 2019 года. Калпо впервые связали с Zedd в апреле 2019 года после того, как TMZ поделился видео, он также присутствовал на праздновании ее дня рождения в мае 2019 года, и, по сообщениям, он был рядом с ней на званом ужине в её честь, после этого они резко растались Калпо состоит в отношениях с Кристианом МакКэффри игроком в американский футбол НФЛ с 2019 года.  Они объявили о помолвке 4 апреля 2023 года, почти 4-х лет совместной жизни и поженились 29 июня 2024 года в часовне Уотч-Хилл, в штате Род-Айленд. 10 марта 2025 года Калпо объявила, что ждет своего первого ребенка от Маккэффри.